# Hryhoriy Misyutin
Hryhoriy Misyutin, (en ukrainien, Григо́рій Анато́лійович Місю́тін) né le 19 décembre 1970 à Oleksandriïa, est un gymnaste ukrainien. Il a été champion du monde au concours général et aux anneaux en 1991, champion du monde à la barre fixe en 1992, champion du monde au sol en 1993 ainsi que champion du monde au saut en 1995.

## Palmarès

### Jeux olympiques
- Barcelone 1992
  -  médaille d'or par équipes
  -  médaille d'argent au concours général individuel
  -  médaille d'argent au sol
  -  médaille d'argent à la barre fixe
  -  médaille d'argent au saut de cheval

- Atlanta 1996
  -  médaille de bronze par équipes

### Championnats du monde
- Indianapolis 1991
  -  médaille d'or par équipes
  -  médaille d'or au concours général individuel
  -  médaille d'or aux anneaux

- Paris 1992
  -  médaille de bronze aux anneaux
  -  médaille d'or à la barre fixe

- Birmingham 1993
  -  médaille d'or au sol

- Sabae 1995
  -  médaille de bronze au sol
  -  médaille d'or aux saut de cheval

- San Juan 1996
  -  médaille de bronze au sol

### Championnats d'Europe
- Copenhague 1996
  -  médaille d'argent par équipes
  -  médaille de bronze au sol